# Carl Walther (Bibliothekar)
Carl Walther (* 11. Januar 1877 in Wiesbaden; † 17. November 1960 ebenda) war ein deutscher Bibliothekar.

## Leben
Carl Walther, Sohn eines Postsekretärs, studierte nach abgelegtem Abitur Maschinenbau, Rechts- und Staatswissenschaften in Hannover und Berlin, bevor er 1901 das Staatsexamen ablegte. Walther bekleidete in der Folge eine Assistenzstelle an der TH Berlin, 1912 trat er in den Bibliotheksdienst ein. Nach seiner Teilnahme am Ersten Weltkrieg war er in den Jahren 1919 und 1920 Bibliothekar der Bücherei des Vereins Deutscher Ingenieure, die er neu organisierte.
1921 wurde Carl Walther mit der kommissarischen Leitung der Bibliothek der RWTH Aachen betraut, 1927 wechselte er als Direktor an die TH Berlin, kehrte bereits ein Jahr später nach Aachen zurück, übernahm die Leitung der Bibliothek der TH, bis zu seiner Beurlaubung vom Dienst wegen seiner Zugehörigkeit zur Christengemeinschaft. Walther – er reorganisierte die Bibliothek von Grund auf – wurde 1942 in den Ruhestand versetzt.
Carl Walthers Engagement galt einer deutschen Gesamtausgabe der Dezimalklassifikation, an deren Erarbeitung er maßgebend mitwirkte. 1960 wurde ihm vom Verein Deutscher Ingenieure, dem er bereits als Mitglied angehörte, die Ehren-Mitgliedschaft verliehen. 1962 stiftete der Deutsche Normenausschuß im Andenken an den 1960 verstorbenen Walther den Carl-Walther-Preis, vergeben für hervorragende Arbeiten auf dem Gebiet der Dezimalklassifikation.

## Veröffentlichungen
- Probleme der Dezimalklassifikation. In: Zentralblatt für Bibliothekswesen, Jg. 48, 1931, S. 289–299.